# Sudong
Sudong (kor. 수동구) - północnokoreański dystrykt w prowincji Hamgyŏng Południowy. Przed 1990 rokiem część powiatu Kowŏn. Przez dystrykt przebiega linia kolejowa P'yŏngna.